# Иоанн II (епископ Неаполя)

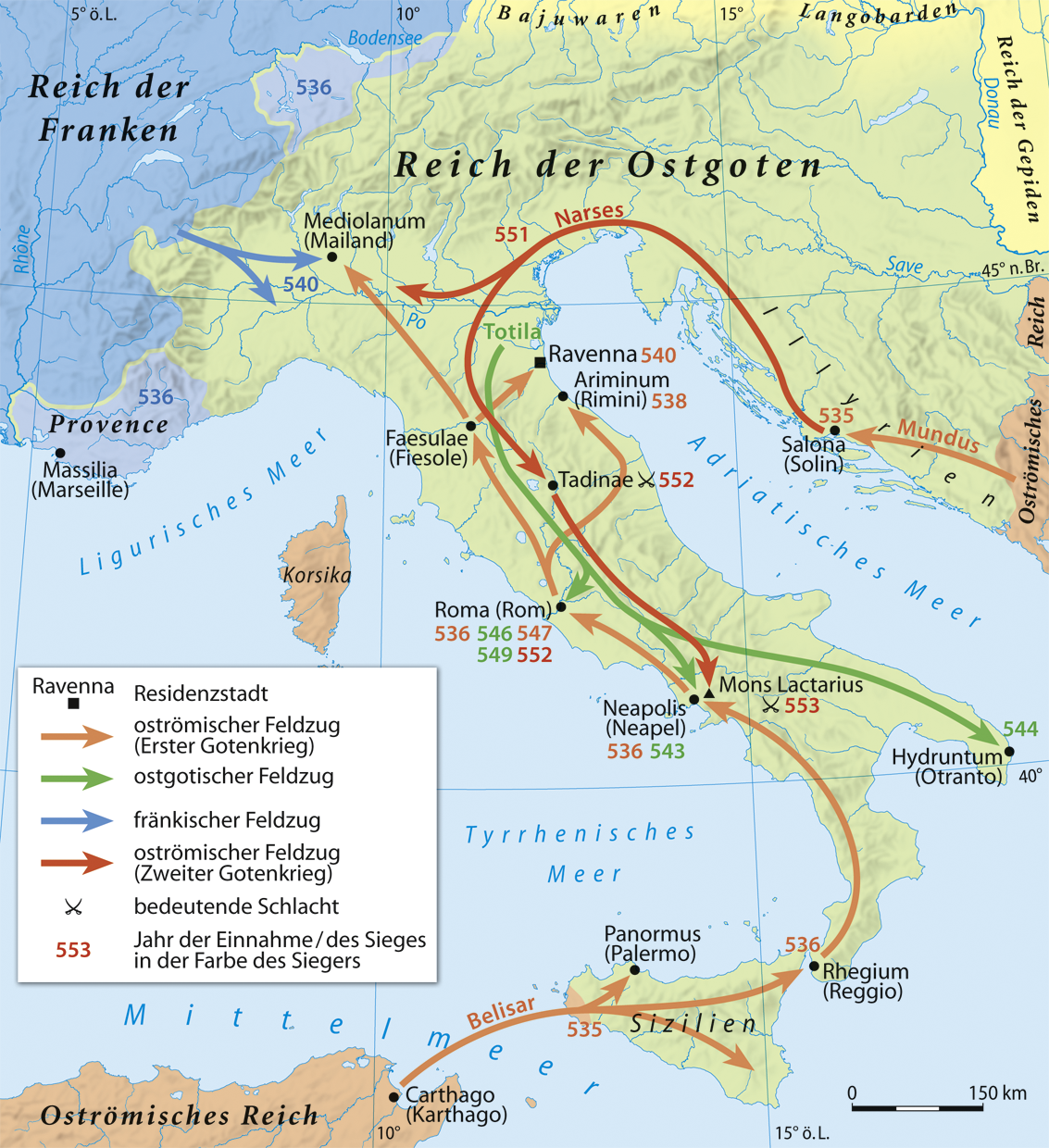
Италия во время Византийско-готских войн 535—554 годов

Иоанн II (Иоанн Медиокрий; лат. Iohannes II, итал. Giovanni II; между 537 и 560) — епископ Неаполя в первой половине VI века.

## Биография
Основной исторический источник о Иоанне II — написанная на рубеже VIII—IX веков анонимным автором первая часть «Деяний неаполитанских епископов».
О происхождении и ранних годах жизни Иоанна II сведений не сохранилось. Он взошёл на епископскую кафедру Неаполя после святого Помпония. Дата этого события неизвестна, но в средневековых источниках управление Иоанном II Неаполитанской епархией относится ко временам византийских императоров Юстина I и Юстиниана I. На этом основании делается вывод, что епископ не мог получить сан позднее 527 года, даты восшествия Юстиниана I на престол Византии. Возможно, это произошло в 533 году.
В средневековых источниках Иоанн II описывался как иерарх известный своим смирением и за это получивший прозвище «Медиокрий» (буквально — «Посредственный»; лат. Mediocre). По повелению епископа была восстановлена и украшена мозаикой с изображением Иисуса Христа пострадавшая после пожара базилика Святой Реституты, бывшая тогда кафедральным собором Неаполя. Иоанну II также приписывают основание церкви Святого Лаврентия, но это не подтверждается достоверными источниками. Возможно, по повелению епископа был возведён другой посвящённый этому же святому храм, получивший название позднее название Сан-Лоренцо-Маджоре.
Властвование Иоанна II над Неаполитанской епархией пришлось на времена византийского завоевания Апеннинского полуострова. В 536 году Неаполь был осаждён византийским войском под командованием Велизария. Во время взятия города византийцы убили многих горожан, а бо́льшую часть их имущества захватили. Разорению подверглись и окрестности Неаполя. Насилия византийцев и их наёмников над неаполитанцами были столь чудовищны, что папа римский Сильверий был вынужден послать Велизарию письмо, в котором осуждал военачальника за нежелание того проявить снисхождение к единоверцам. После взятия Неаполя византийцами по приказу Велизария были восстановлены сильно пострадавшие от военных действий стены города, возведённые ещё в 440 году при императоре Валентиниане III.
В «Деяниях неаполитанских епископов» сообщается, что Иоанн II скончался после двадцати лет и одиннадцати дней пребывания на епископской кафедре. Точная дата этого события неизвестна. Вероятно, это должно было произойти не ранее 537 года, так как упоминается, что Иоанн был ещё жив при папе римском Вигилии, занимавшем Святой Престол в 537—555 годах. Одной из возможных дат смерти Иоанна II называется 555 год. Предполагается, что интронизация следующего известного главы Неаполитанской епархии, епископа Викентия, могла состояться в 558 или 560 году.